# Neil Gourley
Neil Gourley, né le 7 février 1995 à Glasgow en Écosse, est un athlète britannique, spécialiste du 1 500 mètres.

## Biographie
Il remporte la médaille de bronze du 1 500 m lors des championnats d'Europe espoirs 2015 et termine au pied du podium lors de l'édition suivante, en 2017. 
En 2019, il atteint la finale des championnats du monde de Doha et se classe 11e de l'épreuve. Lors de cette saison 2019, il décroche le titre de champion du Royaume-Uni du 1 500 m en plein air et en salle.
Il se classe sixième des championnats du monde en salle 2022, à Belgrade.

## Palmarès
| Date | Compétition                    | Lieu      | Résultat | Épreuve | Temps         |
| ---- | ------------------------------ | --------- | -------- | ------- | ------------- |
| 2015 | Championnats d'Europe espoirs  | Tallinn   | 3e       | 1 500 m | 3 min 45 s 04 |
| 2017 | Championnats d'Europe espoirs  | Bydgoszcz | 4e       | 1 500 m | 3 min 49 s 53 |
| 2019 | Championnats du monde          | Doha      | 11e      | 1 500 m | 3 min 37 s 30 |
| 2022 | Championnats du monde en salle | Belgrade  | 6e       | 1 500 m | 3 min 35 s 87 |
| 2023 | Championnats d'Europe en salle | Istanbul  | 2e       | 1 500 m | 3 min 34 s 23 |
| 2023 | Championnats du monde          | Budapest  | 9e       | 1 500 m | 3 min 31 s 10 |
| 2024 | Jeux olympiques                | Paris     | 10e      | 1 500 m | 3 min 30 s 88 |
| 2025 | Championnats du monde en salle | Nankin    | 2e       | 1 500 m | 3 min 39 s 07 |

## Records
| Épreuve | Épreuve   | Temps              | Lieu       | Date            |
| ------- | --------- | ------------------ | ---------- | --------------- |
| 1 000m  | Salle     | 2 min 16 s 74 (NR) | Birmingham | 15 février 2025 |
| 1 500 m | Plein air | 3 min 30 s 60      | Londres    | 23 juillet 2023 |
| 1 500 m | Salle     | 3 min 32 s 48 (NR) | Birmingham | 25 février 2023 |
| Mile    | Plein air | 3 min 47 s 74      | Eugene     | 25 mai 2024     |
| Mile    | Salle     | 3 min 49 s 22      | New York   | 8 février 2025  |